# (10174) Emička
(10174) Emička, désignation internationale (10174) Emicka, est un astéroïde de la ceinture principale.

## Description
(10174) Emicka est un astéroïde de la ceinture principale. Il fut découvert le 2 mai 1995 à l'Observatoire Kleť par Zdeněk Moravec. Il présente une orbite caractérisée par un demi-grand axe de 2,74 UA, une excentricité de 0,24 et une inclinaison de 4,4° par rapport à l'écliptique.

## Compléments